# Ack van Rooyen

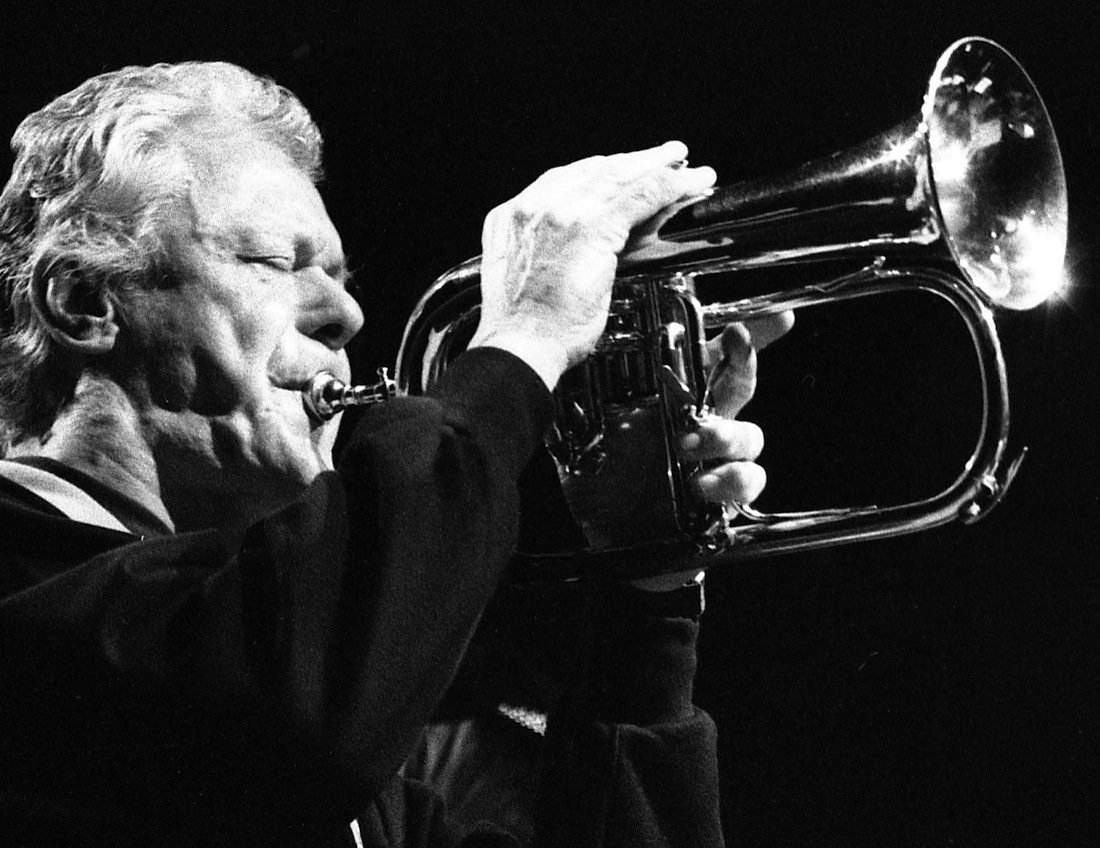
Ack van Rooyen mit einem Flügelhorn, 1992

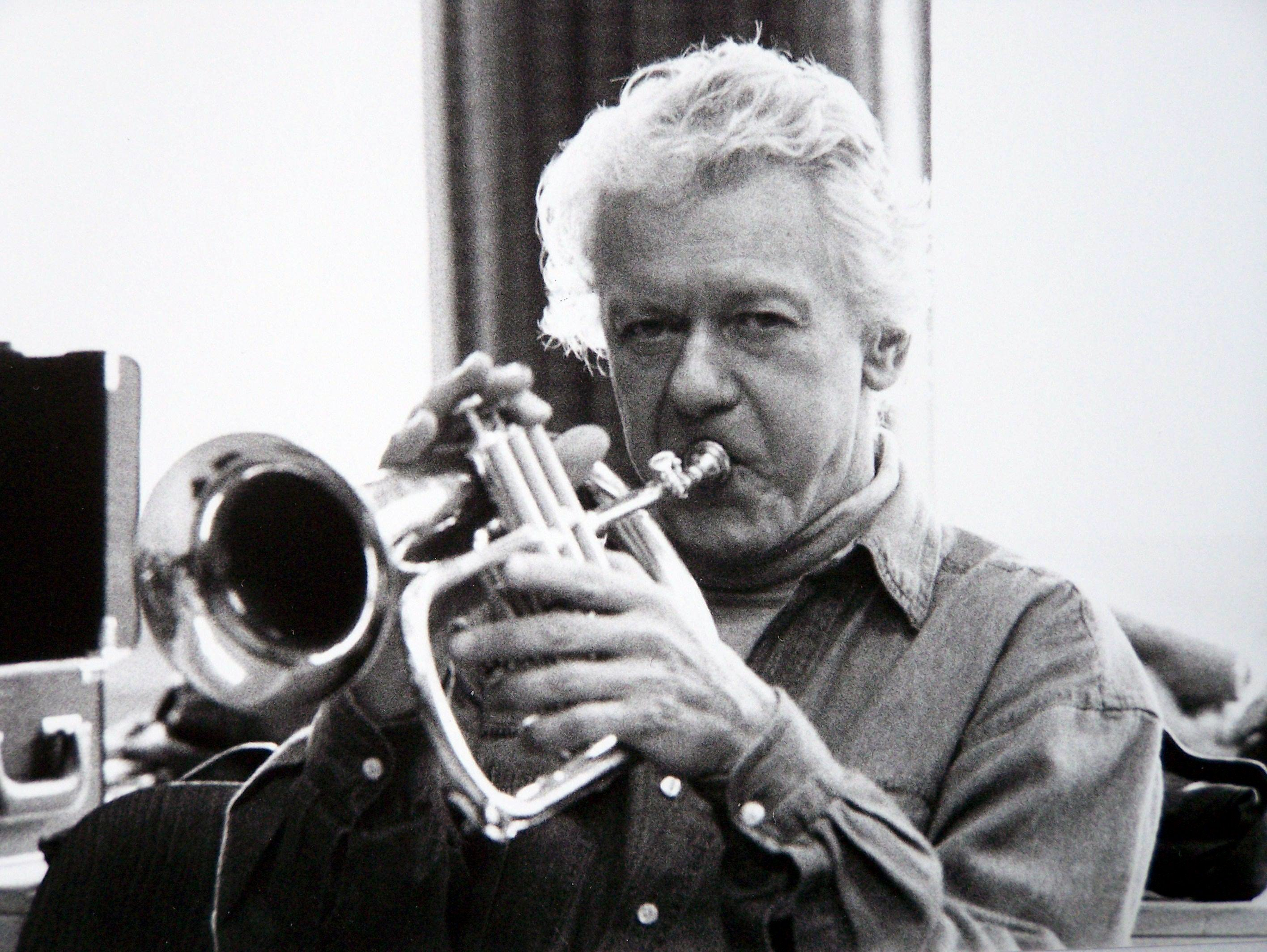
Ack van Rooyen, 1995

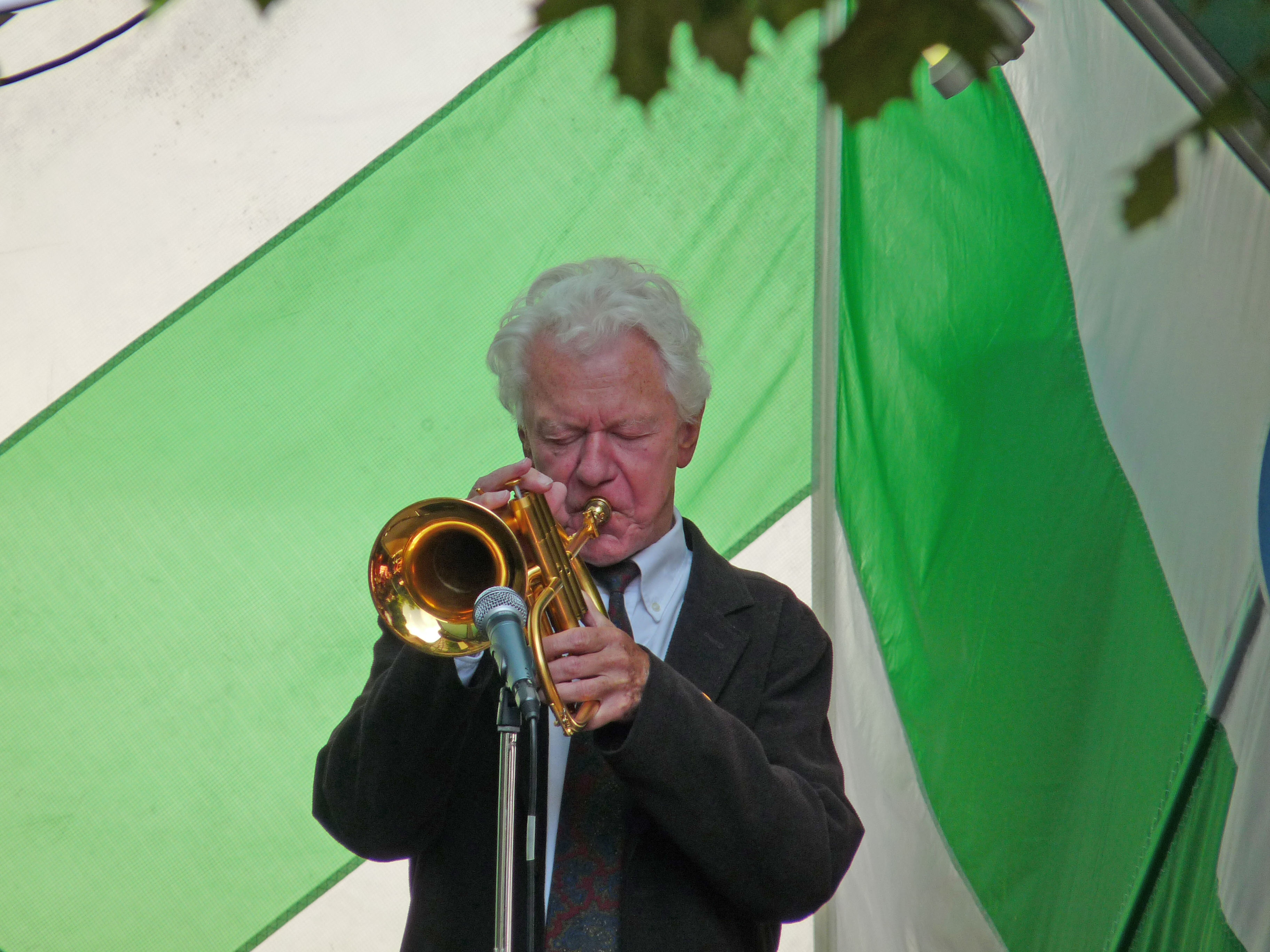
Ack van Rooyen, 2009

Ack van Rooyen (* 1. Januar 1930 in Den Haag; † 18. November 2021 in Den Haag) war ein  niederländischer Trompeter und Flügelhornist des Modern Jazz.

## Leben und Wirken
Van Rooyen gehörte ab 1947 zum Orchester von Ernst van’t Hoff. 1949 besuchte er mit seinem Bruder Jerry van Rooyen als Austauschstudent New York City, wo er in Kontakt mit Fats Navarro, Charlie Parker und Clifford Brown kam und den Bebop kennenlernte und exportierte. Er studierte am Konservatorium von Den Haag klassische Trompete (Abschluss mit „summa cum laude“). Nach Abschluss seines Studiums arbeitete er von 1950 bis 1952 als Mitglied des Arnheimer Symphonieorchesters.
Nach dem Militärdienst war er ab 1953 als Studiomusiker und in der Jazzband von Radio Hilversum tätig, aber auch in Deutschland, Dänemark, Schweden und Belgien unterwegs; er arbeitete in dieser Zeit unter anderem mit Lars Gullin. Von 1957 bis 1960 war er in Paris im Orchester von Aimé Barelli tätig und spielte auch mit Kenny Clarke und Lucky Thompson. 1960 kam er nach Berlin und war Mitbegründer der Bigband des Senders Freies Berlin (1960 bis 1966). Dort spielte er u. a. mit Herb Geller, Åke Persson, Hans Koller und Friedrich Gulda.

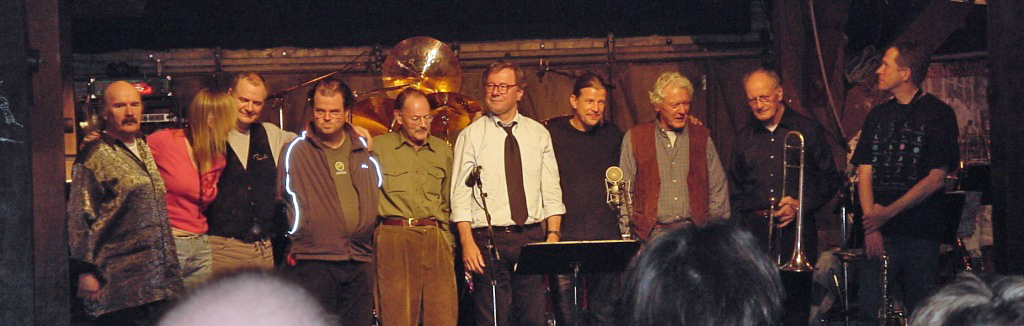
van Rooyen mit dem United Jazz + Rock Ensemble (2002)

Anschließend war er in Stuttgart, wo er von 1967 bis 1978 wohnte, Mitglied des SDR-Orchesters von Erwin Lehn, der 1998 umbenannten SWR Big Band. Er spielte weiterhin mit der Bert Kaempfert-Big Band, den niederländischen Skymasters sowie ab 1975 im United Jazz and Rock Ensemble, dessen Gründungsmitglied er war, und bei Peter Herbolzheimers Rhythm Combination and Brass. Außerdem arbeitete er mit Clark Terry, dem Orchester von Gil Evans (Tour 1979) und Lee Konitz.
1980 ging er in die Niederlande zurück, wo er u. a. mit Dizzy Gillespie und Shelly Manne spielte und am Konservatorium in Den Haag unterrichtete. Er war mit eigenen Gruppen unterwegs, unter anderem im Duo mit Joerg Reiter und trat weiterhin auch als Gastsolist auf, etwa mit dem Dutch Jazz Orchestra, dem Metropole Orkest, dem Jazzorchester des Concertgebouw, Soesja Citroen, Paul Heller oder Rue Protzer. In den 2000er-Jahren leitete er Workshops und Clinics in ganz Europa. Weiterhin arbeitete er u. a. mit Oliver Leicht, Paul Kuhn, der NDR Big Band (Herb Geller Wird 80), Ilona Haberkamp und Johanna Schneider. Im Bereich des Jazz war er laut Tom Lord zwischen 1955 und 2014 an 121 Aufnahmesessions beteiligt.
Sein Markenzeichen sind ein warmer, weicher Ton, seine Leichtigkeit und Virtuosität, sowie der „Verzicht“ auf „high-notes“.
Für seine Verdienste um den Jazz wurde er am 9. September 2006 auf der historischen Ronneburg zum „Ritter der Ronneburg“ geschlagen.
Van Rooyen war einer der Gründer von Mood Records.
2005 erschien ein Buch mit Transkriptionen von elf Soli, die er einspielte, The Way I Play.
Während seines Konzerts zu seinem 90. Geburtstag – zu dessen Feier er das Album 90 vorlegte – erhielt Ack van Rooyen am 3. Januar 2020 den Orde van Oranje-Nassau (niederländischer Verdienstorden).
In dem Dokumentarfilm Zwei Leben, eine Bühne über die beiden Jazz-Musiker Eugen und Roger Cicero der Filmemacher Kai Wessel und Tina Freitag von 2022 tritt Ack van Rooyen als Kommentator auf.

## Schüler (Auswahl)
- Rüdiger Baldauf
- German Marstatt
- Christoph Moschberger
- Serge Plume